# Andrew Wiles
Andrew John Wiles (Cambridge, 11 aprile 1953) è un matematico britannico, celebre per aver ottenuto la dimostrazione dell'ultimo teorema di Fermat.

## Biografia

### Carriera scientifica
Nel 1971 si iscrisse al Merton College dell'Università di Oxford e vi conseguì un B.A. nel 1974. Nello stesso anno entrò nel Clare College dell'Università di Cambridge per iniziare gli studi di dottorato e, sotto la guida di John Coates, affrontò la teoria di Iwasawa per lo studio delle curve ellittiche. Nel 1979 preparò la dissertazione dal titolo Reciprocity Laws and the Conjecture of Birch and Swinnerton-Dyer (Le leggi di reciprocità e la congettura di Birch e Swinnerton-Dyer), avendo John Coates come advisor, e nel 1980 conseguì il Ph.D.
L'ultimo teorema di Fermat afferma che per tutti i numeri interi {\displaystyle n} maggiori di 2 non esistono terne di interi positivi {\displaystyle a,b} e {\displaystyle c} per le quali si abbia:
{\displaystyle a^{n}+b^{n}=c^{n}.}
La dimostrazione di questo enunciato, che Pierre de Fermat aveva soltanto affermato di aver scoperto senza poi effettivamente illustrarla, per 350 anni era stata affrontata invano da molti valenti matematici e aveva anche indotto a pensare che la dimostrazione stessa fosse impossibile da ottenere. Wiles fu attratto da questo problema a dieci anni dalla lettura del libro di E. T. Bell L'ultimo problema e fu indotto a interessarsi di teoria dei numeri.
Si recò poi per un periodo di studio a Bonn e verso la fine del 1981 si trasferì negli USA, dove già aveva tenuto un insegnamento presso l'Università di Harvard, per occupare un posto presso l'Institute for Advanced Study e qui nel 1982 fu nominato professore. Nello stesso anno diventò professore visitatore a Parigi e nel 1985 e 1986, grazie a una Guggenheim Fellowship, trascorse un periodo di studio a Parigi presso l'Institut des Hautes Études Scientifiques e presso l'École normale supérieure.
Nel 1985 Kenneth Alan Ribet, servendosi di risultati di Jean-Pierre Serre e Barry Mazur, dimostrò la cosiddetta congettura epsilon enunciata da Gerhard Frey secondo la quale l'ultimo teorema di Fermat segue dalla congettura di Taniyama-Shimura. Questa, nota anche come congettura di Taniyama-Shimura-Weil, sostiene che ogni curva ellittica sui razionali può essere parametrizzata da forme modulari. Dunque se un'equazione: {\displaystyle a^{n}+b^{n}=c^{n}} viola l'ultimo teorema di Fermat, la curva della forma
{\displaystyle y^{2}=x(x-a^{n})(x+b^{n})}
non può essere modulare e viola la congettura di Taniyama-Shimura.
Colpito, Wiles abbandonò le altre ricerche per concentrarsi sulla dimostrazione di questa congettura. Dal 1985 al 1992 si concentrò in un lavoro solitario condividendo progetto e idee solo con Nicholas Katz, un altro professore di matematica di Princeton. Si servì della teoria delle deformazioni delle rappresentazioni di Galois, di risultati sulla congettura di Serre sulla modularità delle rappresentazioni di Galois, di complesse proprietà aritmetiche delle algebre di Hecke. Nel 1992 ritenne di essere vicino al completamento della dimostrazione che le curve ellittiche semistabili sui razionali sono modulari, una forma ridotta della congettura di Taniyama-Shimura, tuttavia sufficiente per provare l'ultimo teorema di Fermat. La dimostrazione fu un tour de force tecnico e introdusse molte idee nuove.
Egli ingegnò quindi una presentazione "drammatica" dei suoi risultati: nel giugno del 1993 annunciò tre seminari al Newton Institute dell'Università di Cambridge senza indicare gli argomenti da trattare; i partecipanti ai due primi seminari intuirono che stava per essere enunciata la dimostrazione del famoso teorema e il terzo seminario, il 23 giugno, si svolse in un'aula sovraffollata di matematici entusiasti. Nei mesi successivi il manoscritto della dimostrazione circolò solo in una cerchia ristretta di addetti ai lavori. La prima versione della dimostrazione dipendeva dalla costruzione di un oggetto chiamato il sistema di Eulero e nella sua dimostrazione furono trovate alcune lacune.
Wiles dovette ancora lavorare per avvalorare i collegamenti deduttivi cui era pervenuto. In questo lavoro, nel quale riprese tecniche utilizzate per i primi tentativi, lo aiutò Richard Lawrence Taylor, uno dei suoi primi studenti di dottorato a Princeton. Finalmente il 19 settembre 1994 Wiles giunse al superamento delle difficoltà finali, apparse insormontabili, raggiungendo tra l'altro la dimostrazione della perfetta complementarità matematica delle tecniche usate (analitiche e geometriche), risultato di per sé di enorme valore, costituendo una parte innovativa della tecnica matematica usata, e poi anche la dimostrazione del teorema stesso. 
L'enorme lavoro svolto interessò in maniera approfondita diverse branche della matematica, con perfezionamento originale di strumenti potenti e inediti. Il lavoro fu documentato da due articoli: il primo, più corposo, esaminava la maggior parte della dimostrazione. Il secondo ne permetteva la chiusura, con la completa definizione della complementarità delle parti:
- Andrew Wiles, Modular elliptic curves and Fermat's Last theorem, in Annals of Mathematics, vol. 141, 1995,  pp. 443-551.
- Andrew Wiles e Richard Taylor, Ring-theoretic properties of certain Hecke algebras, in Annals of Mathematics, vol. 141, 1995,  pp. 553-572.

Nei mesi successivi la dimostrazione superò il vaglio della comunità matematica e nel 1998 fu accettata in via ufficiale dall'Unione matematica internazionale, nella quale sono consociate tutte le associazioni di matematici.
Il risultato ottenuto procurò a Wiles parecchi prestigiosi riconoscimenti: nel 1995 il premio Schock svedese e il Prix Fermat della Università Paul Sabatier; nel 1996 la medaglia Royal britannica, il Cole Prize della AMS e il premio Wolf, oltre all'elezione a membro straniero della statunitense Accademia nazionale delle scienze; nel 1997 il premio Faisal della saudita King Faisal Foundation e il premio Wolfskehl destinato specificamente alla dimostrazione dell'enunciato di Fermat. Nel 1998, in occasione del congresso internazionale dei matematici tenutosi a Berlino, fu insignito di un premio speciale dall'Unione matematica internazionale, la targa d'argento dell'IMU, che gli fu riconosciuto in luogo della prestigiosa medaglia Fields (considerata il massimo riconoscimento per un matematico) in quanto la correzione della dimostrazione fu completata solo nel 1994, anno in cui Wiles aveva più di 40 anni, limite massimo per il conseguimento del premio. Nel 2016 gli fu assegnato il premio Abel "per la sua stupefacente dimostrazione dell'ultimo teorema di Fermat tramite la congettura di modularità per le curve ellittiche semistabili, aprendo una nuova era nella teoria dei numeri" (for his stunning proof of Fermat's Last Theorem by way of the modularity conjecture for semistable elliptic curves, opening a new era in number theory).

### Vita privata
Andrew Wiles è sposato e ha tre figlie.